# دوري دين
دوري دين (بالإنجليزية: Dory Dean)‏ هو لاعب كرة قاعدة أمريكي، ولد في 6 نوفمبر 1852 في سينسيناتي في الولايات المتحدة، وتوفي في 4 مايو 1935 في ناشفيل في الولايات المتحدة.

## وصلات خارجية
- دوري دين على موقعبيزبول رفرنس.كوم (الدوري الرئيسي) (الإنجليزية)
- دوري دين على موقعبيزبول رفرنس.كوم (الدوري الثانوي) (الإنجليزية)
- دوري دين على موقع جمعية أبحاث البيسبول الأمريكية (الإنجليزية)